# Jakob Olsen
Jakob „Jâkúnguaĸ“ Peter Jonas Olsen (* 22. November 1890 in Sisimiut; † 10. Juli 1936 in Nuuk) war ein grönländischer Katechet, Dolmetscher und Expeditionsteilnehmer.

## Leben
Jakob Olsen war der Sohn von Tomas Kristoffer Samuel Olsen (1843–1919) und Johanne Gjertrud Kirsten Inger Johansen (1854–1911). Zu seinen Brüdern zählten die Missionare Gustav Olsen (1878–1950) und Julius Olsen (1887–1972). Jakob Olsen besuchte Grønlands Seminarium, das er 1912 abschloss. Im selben Jahr heiratete er Hansine Rosine Kirsten Lynge (1886–1941), Tochter des Böttchers Lars Christian Rasmus Vittus Lynge (1855–1928) und seiner Frau Vitta Pouline Ane Elisabeth Margrethe Elberg (1860–1930) sowie Witwe des Künstlers Stephen Møller (1882–1909).
Er wurde als Katechet in Saqqaq eingesetzt und wechselte später nach Ujarasussuk. Knud Rasmussen kannte ihn als tüchtigen Fahrer von Hundeschlitten und Kajak und nahm ihn 1921 mit auf die Fünfte Thule-Expedition. Er war der Jäger, Hundeschlittenführer und Dolmetscher der Expedition. Gemeinsam mit Kaj Birket-Smith besuchte er die Tununirmiut westlich der Hudson Bay und Therkel Mathiassen, mit dem er Ausgrabungen in Naujaat vornahm und Southampton Island besuchte, rettete er vor einem Mordkomplott. Er lernte auf der Expedition Inuktitut und versuchte die heidnischen Inuit zu missionieren. 1923 reiste er über die USA und Dänemark nach Grönland zurück. 1924 erhielt er die Fortjenstmedaljen in Silber. 1925 wurde er zum Dolmetscher und Bootskapitän für den südgrönländischen Landsfoged Knud Oldendow ernannt. Von 1927 bis 1928 war er in Dänemark, um Knud Rasmussen bei der Auswertung der Expeditionsergebnisse zu helfen. 1927 schrieb er das Buch Akilinerminulerssârut, das das erste Buch mit Erkenntnisse der Expedition war und das erste grönländische Buch über andere Inuitvölker, die von Grönländern akilinermiut genannt wurden, also die Bewohner des Landes auf der anderen Seite des Meeres. Jakob Olsen starb 1936 während einer Grippeepidemie im Alter von 45 Jahren in Nuuk.